# 波蘭宗教改革
波立聯邦時期的宗教改革是一場宗教及社會運動，以教會內部變革為訴求，從十六世紀二○年代延續至十七世紀中葉，直到反改革派獲得最後勝利為止。十六至十七世紀期間，波蘭的宗教改革進行得非常劇烈，卻也衰落得十分迅速，直至十八世紀初更完全邊緣化，失去其重要性[2]。部份學者認為，波蘭的宗教改革並非如其他歐洲國家般強化君主權力，反而侵犯了當時的聯邦君主及教會權威。
波蘭的宗教改革起初僅侷限於上層社會及中產階級，主要集中於北部及西部的城市，包括凱爾采、盧布林及薩莫吉希亞等地區，但從未對農村人口產生重大影響，唯一例外是西部邊境區的居民。這場改革運動在波蘭境內幾乎從未受到富人支持，當時的權貴將信仰改變一事視為私人行為，屬於「貴族黃金自由」的一部份。只有立陶宛境內的如米克瓦伊・拉濟維烏和揚・齊實卡等權貴出資支持改革，卻也未能對羅馬天主教教會的地位造成重大威脅。

1573年波蘭-立陶宛管治領土內的信仰狀況，分為天主教（黃色）和東正教（綠色）兩塊部分，另外有新教的路德教（灰色）和加爾文主義（紫色）於天主教地區內，並有混合信仰（條帶）分佈。
在宗教改革後期波蘭天主教主導以聯合教會（波兰语：Kościół_unicki）形式嘗試合併影響東正教，該圖顯示1750年波蘭-立陶宛管治領土內的聯合後信仰狀況（橙色），單獨的東正教（綠色）剩餘很少的範圍。